# Orde de la Corona d'Itàlia
L'Orde de la Corona d'Itàlia (Italià: Ordine della Corona d'Italia) és un orde civil i militar del Regne d'Itàlia, creat pel Rei Víctor Manuel II el 20 de febrer de 1868, i atorgat per premiar a ciutadans italians i estrangers que haguessin realitzat fets meritoris per a la Nació, la Corona o el Monarca, tant en el mèrit civil con militar, especialment aquells directament relacionats amb els interessos polítics de la Nació.

## Història
Va ser creada per commemorar la memòria de l'annexió de la República de Venècia a Itàlia. Quan finalment el Vèneto va quedar sota sobirania italiana al final de la Guerra de la Independència, es va restituir la Corona Fèrria al rei d'Itàlia, corona considerada símbol del domini total sobre tota la península des dels temps de Carlemany. Ja Napoleó, quan es proclamà Rei d'Itàlia, instituí un Orde Cavalleresc sota el títol de la Corona Ferrea; i quan l'Emperador d'Àustria restaurà el seu domini sobre la Llombardia i el Vèneto fundà un orde homònim.
Comparada amb l'Orde de Sant Maurici i Sant Llàtzer, l'Orde de la Corona s'atorgava de manera més liberal (podia ser atorgada a no-catòlics).
El 1911 es convertí en un requeriment per rebre l'Orde de Sant Maurici i Sant Llàtzer haver rebut abans l'Orde de la Corona (s'havia de tenir com a mínim el rang equivalent de l'Orde de la Corona).
El Reial Decret 4850, de 24 de gener de 1869, establí que el Consell de l'Orde de Sant Maurici i Sant Llàtzer també assumiria el Consell de l'Orde de la Corona d'Itàlia. L'Orde estava encapçalat pel Rei, com a Gran Mestre de l'Orde de l'Anunciació, de l'Orde Mauricià i de l'Orde de la Corona. El Consell estava format pel Primer Secretari, pel Tresorer General i per 9 Consellers adjunts. Els Consellers són escollits pel Rei d'entre els membres de l'Orde Mauricià amb rang de Gran Creu, Gran Oficial i Comendatari. La Seu del Gran Magisteri estava a Roma, mentre que la seu del Primer Oficial estava a Torí.
Segons el Reial Decret Núm. 276, del 16 de març de 1911, l'Orde només es podia rebre en grau de Cavaller. Per accedir a Oficial havia de passar un temps mínim d'un any, 3 més per passar a Comendatari, i 4 més per ser Gran Oficial.
Va quedar obsoleta quan es proclamà la República (1946), sent reemplaçada per l'Orde al Mèrit de la República Italiana. Per la seva banda, la Casa de Savoia continuà atorgant-la durant bastants anys, fins a la mort del rei Humbert II el 18 de març de 1983. Llavors, va ser reemplaçada per l'Orde del Mèrit Civil de Savoia (Ordine del Merito civile di Savoia)

## Graus
Tenia cinc classes: 
- Cavaller: Lluïa la insígnia penjant d'un galó a l'esquerra del pit.
- Oficial: Lluïa la insígnia penjant d'un galó a l'esquerra del pit. El galó portava una roseta.
- Comendatari: Lluïa la insígnia penjant del coll.
- Gran Oficial: Lluïa l'estrella a l'esquerra del pit.
- Gran Creu de Cavaller: Lluïa la insígnia en banda sobre l'espatlla dreta, a més d'una estrella a l'esquerra del pit.

| Manera de portar les condecoracions de l'Orde de la Corona d'Itàlia |           |              |                 |            |
| Medalla                                                             |           |              |                 |            |
| Cavaliere                                                           | Cavaliere | Commendatore | Grand'Ufficiale | Gran Croce |
| Regne d'Itàlia                                                      |           |              |                 |            |
| Cavaliere                                                           | Ufficiale | Commendatore | Grand'Ufficiale | Gran Croce |
| República Italiana i Casa de Savoia                                 |           |              |                 |            |
| Cavaliere                                                           | Ufficiale | Commendatore | Grand'Ufficiale | Gran Croce |

## Disseny
- La insígnia: Una Creu d'estil Alisée daurada, amb esmalt blanc, amb els "nusos de Savoia" entre els braços. A l'anvers hi ha un medalló en esmalt blau amb la Corona de Ferro de Llombardia. Al revers, una àliga negra amb les ales obertes, amb un escut sobre el pit amb les armes dels Savoia (i per extensió, d'Itàlia), una creu "heràldica ordinària" blanca sobre fons vermell.
- L'Estrella de Gran Creu: Una estrella en plata de 8 puntes. Al centre hi ha un medalló en esmalt blau amb la Corona de Ferro, envoltat d'un anell en esmalt blanc amb la inscripció "VICT. EMMAN. II REX ITALIA MDCCCLXVI" (Victor Emmanuel II, Rei d'Itàlia 1866). Damunt del medalló, i sobre la punta superior de l'estrella, apareix una àliga en esmalt negre amb l'escut d'Italia al pit.
- L'Estrella de Gran Oficial: Una estrella de 8 puntes en plata, amb perles a les puntes. Al mig hi ha l'anvers de la insígnia sobreposat.

El galó és vermell amb una franja blanca al mig (els colors del regne de Savoia)